# Tournoi féminin de hockey sur gazon aux Jeux asiatiques de 2022
Navigation
Jakarta-Palembang 2018 Aichi-Nagoya 2026
Le tournoi féminin de hockey sur gazon aux Jeux asiatiques de 2022 a lieu au Gongshu Canal Sports Park Stadium à Hangzhou en Chine du 25 septembre au 7 octobre 2023. Il était initialement prévu de se tenir du 12 au 24 septembre 2022, mais le 6 mai 2022, ces Jeux sont reportés à cause de la pandémie de Covid-19.

## Équipes qualifiées
| Dates             | Événement            | Lieu     | Quotas | Qualifiés                                  |
| ----------------- | -------------------- | -------- | ------ | ------------------------------------------ |
| 16 septembre 2016 | Pays hôte            | Achgabat | 1      | Chine                                      |
| 19 - 31 août 2018 | Jeux asiatiques 2018 | Jakarta  | 5      | Japon Inde Corée du Sud Malaisie Thaïlande |
| 6 - 14 juin 2022  | Qualifications 2022  | Jakarta  | 4      | Hong Kong Kazakhstan Singapour Indonésie   |
| Total             | Total                | Total    | 10     |                                            |

## Critères
En cas d'égalité de points de plusieurs équipes à l'issue des matchs de poule, les critères suivants sont appliqués dans l'ordre indiqué pour établir leur classement:
1. Points de chaque équipe,
2. Matchs gagnés,
3. Différence de buts,
4. Buts pour,
5. Plus grand nombre de points obtenus dans les matchs de poule disputés entre les équipes concernées,
6. Buts marqués en plein jeu.

## Premier tour
Toutes les heures correspondent à CST (UTC+8)
Légende :
- Tour pour les médailles
- Matchs de classement

### Poule A
| Rang | Équipe       | Pts | J | G | N | P | Bp | Bc | Diff |
| ---- | ------------ | --- | - | - | - | - | -- | -- | ---- |
| 1    | Inde         | 10  | 4 | 3 | 1 | 0 | 33 | 1  | +32  |
| 2    | Corée du Sud | 10  | 4 | 3 | 1 | 0 | 17 | 1  | +16  |
| 3    | Malaisie     | 6   | 4 | 2 | 0 | 2 | 16 | 12 | +4   |
| 4    | Singapour    | 3   | 4 | 1 | 0 | 3 | 2  | 25 | -23  |
| 5    | Hong Kong    | 0   | 4 | 0 | 0 | 4 | 0  | 29 | -29  |

| 25 septembre 2023 | Corée du Sud | 4 - 0  | Singapour    |
| 25 septembre 2023 | Malaisie     | 8 - 0  | Hong Kong    |
| 27 septembre 2023 | Inde         | 13 - 0 | Singapour    |
| 27 septembre 2023 | Corée du Sud | 7 - 0  | Hong Kong    |
| 29 septembre 2023 | Hong Kong    | 0 - 1  | Singapour    |
| 29 septembre 2023 | Malaisie     | 0 - 6  | Inde         |
| 1er octobre 2023  | Singapour    | 1 - 8  | Malaisie     |
| 1er octobre 2023  | Corée du Sud | 1 - 1  | Inde         |
| 3 octobre 2023    | Inde         | 13 - 0 | Hong Kong    |
| 3 octobre 2023    | Malaisie     | 0 - 5  | Corée du Sud |

### Poule B
| Rang | Équipe     | Pts | J | G | N | P | Bp | Bc | Diff |
| ---- | ---------- | --- | - | - | - | - | -- | -- | ---- |
| 1    | Japon T    | 12  | 4 | 4 | 0 | 0 | 31 | 0  | +31  |
| 2    | Chine H    | 9   | 4 | 3 | 0 | 1 | 43 | 2  | +41  |
| 3    | Thaïlande  | 6   | 4 | 2 | 0 | 2 | 7  | 26 | -19  |
| 4    | Kazakhstan | 3   | 4 | 1 | 0 | 3 | 2  | 24 | -22  |
| 5    | Indonésie  | 0   | 4 | 0 | 0 | 4 | 1  | 32 | -31  |

| 25 septembre 2023 | Thaïlande  | 4 - 0  | Kazakhstan |
| 25 septembre 2023 | Chine      | 20 - 0 | Indonésie  |
| 27 septembre 2023 | Japon      | 7 - 0  | Indonésie  |
| 27 septembre 2023 | Chine      | 11 - 0 | Kazakhstan |
| 29 septembre 2023 | Kazakhstan | 2 - 1  | Indonésie  |
| 29 septembre 2023 | Thaïlande  | 0 - 14 | Japon      |
| 1er octobre 2023  | Indonésie  | 0 - 3  | Thaïlande  |
| 1er octobre 2023  | Chine      | 0 - 2  | Japon      |
| 3 octobre 2023    | Japon      | 8 - 0  | Kazakhstan |
| 3 octobre 2023    | Thaïlande  | 0 - 12 | Chine      |

## Phase de classement

### Match pour la9eplace
| Match 21             | Hong Kong                             | 2 - 1   | Indonésie |                                                                             |                                                                             |
| 5 octobre 2023 13h30 | T. Chan 14e · Mountain 22e            | (2 - 0) | 60e Asri  | Arbitrage : Durga Devi Ornpimol Kittiteerasopon Arbitre vidéo : Kim Junghee | Arbitrage : Durga Devi Ornpimol Kittiteerasopon Arbitre vidéo : Kim Junghee |
| 5 octobre 2023 13h30 | Rapport (FIH) Rapport (Hangzhou 2022) |         |           | Arbitrage : Durga Devi Ornpimol Kittiteerasopon Arbitre vidéo : Kim Junghee | Arbitrage : Durga Devi Ornpimol Kittiteerasopon Arbitre vidéo : Kim Junghee |

### Match pour la7eplace
| Match 24             | Kazakhstan                            | 0 - 2   | Singapour                |                                                                  |                                                                  |
| 7 octobre 2023 10h15 |                                       | (0 - 1) | 2e Sardonna · 60e Jolene | Arbitrage : Chieko Soma Tang Shihim Arbitre vidéo : Chen Jianjun | Arbitrage : Chieko Soma Tang Shihim Arbitre vidéo : Chen Jianjun |
| 7 octobre 2023 10h15 | Rapport (FIH) Rapport (Hangzhou 2022) |         |                          | Arbitrage : Chieko Soma Tang Shihim Arbitre vidéo : Chen Jianjun | Arbitrage : Chieko Soma Tang Shihim Arbitre vidéo : Chen Jianjun |

### Match pour la5eplace
| Match 25             | Malaisie                              | 2 - 1   | Thaïlande  |                                                                 |                                                                 |
| 7 octobre 2023 12h45 | Hanis 12e · Nuraini 56e               | (1 - 1) | 5e Kunjira | Arbitrage : Chen Jianjun Kim Junghee Arbitre vidéo : Durga Devi | Arbitrage : Chen Jianjun Kim Junghee Arbitre vidéo : Durga Devi |
| 7 octobre 2023 12h45 | Rapport (FIH) Rapport (Hangzhou 2022) |         |            | Arbitrage : Chen Jianjun Kim Junghee Arbitre vidéo : Durga Devi | Arbitrage : Chen Jianjun Kim Junghee Arbitre vidéo : Durga Devi |

## Phase finale

### Tableau final
|  | Demi-finales   | Demi-finales   | Demi-finales   | Demi-finales   |                               |       | Finale         | Finale         | Finale         | Finale         |
|  |                |                |                |                |                               |       |                |                |                |                |
|  | 5 octobre 2023 | 5 octobre 2023 | 5 octobre 2023 | 5 octobre 2023 |                               |       | 7 octobre 2023 | 7 octobre 2023 | 7 octobre 2023 | 7 octobre 2023 |
|  | A1             | Inde           | 0              | 0              |                               |       | 7 octobre 2023 | 7 octobre 2023 | 7 octobre 2023 | 7 octobre 2023 |
|  | A1             | Inde           | 0              | 0              |                               |       | 7 octobre 2023 | 7 octobre 2023 | 7 octobre 2023 | 7 octobre 2023 |
|  | B2             | Chine          | 4              | 4              |                               |       | 7 octobre 2023 | 7 octobre 2023 | 7 octobre 2023 | 7 octobre 2023 |
|  | B2             | Chine          | 4              | 4              | B2                            | Chine | 2              | 2              |                |                |
|  | 5 octobre 2023 |                |                |                | B2                            | Chine | 2              | 2              |                |                |
|  |                |                | A2             | Corée du Sud   | 0                             | 0     |                |                |                |                |
|  | B1             | Japon          | A2             | Corée du Sud   | 0                             | 0     | 2 (3)          | 2 (3)          |                |                |
|  | B1             | Japon          |                |                |                               |       |                | 2 (3)          |                |                |
|  | A2             | Corée du Sud   | 2 (4)tab       | 2 (4)tab       |                               |       |                |                |                |                |
|  | A2             | Corée du Sud   | 2 (4)tab       | 2 (4)tab       | Match pour la troisième place |       |                |                |                |                |
|  |                |                |                |                |                               |       |                |                |                |                |
|  | 7 octobre 2023 |                |                |                |                               |       |                |                |                |                |
|  | A1             | Inde           | 2              | 2              |                               |       |                |                |                |                |
|  | A1             | Inde           | 2              | 2              |                               |       |                |                |                |                |
|  | B1             | Japon          | 1              | 1              |                               |       |                |                |                |                |
|  | B1             | Japon          | 1              | 1              |                               |       |                |                |                |                |

### Match pour la3eplace
| Match 26             | Japon                                 | 1 - 2   | Inde                     |                                                                        |                                                                        |
| 7 octobre 2023 16h00 | Y. Nagai 30e                          | (1 - 1) | 5e Deepika · 50e Sushila | Arbitrage : Liu Xiaoying Kim Yoonseon Arbitre vidéo : Annelize Rostron | Arbitrage : Liu Xiaoying Kim Yoonseon Arbitre vidéo : Annelize Rostron |
| 7 octobre 2023 16h00 | Rapport (FIH) Rapport (Hangzhou 2022) |         |                          | Arbitrage : Liu Xiaoying Kim Yoonseon Arbitre vidéo : Annelize Rostron | Arbitrage : Liu Xiaoying Kim Yoonseon Arbitre vidéo : Annelize Rostron |

### Finale
| Match 27             | Chine                                 | 2 - 0   | Corée du Sud |                                                                          |                                                                          |
| 7 octobre 2023 18h30 | Chen Yi 7e · Zou M.R. 54e             | (1 - 0) |              | Arbitrage : Irene Presenqui Cookie Tan Arbitre vidéo : Sophie Bockelmann | Arbitrage : Irene Presenqui Cookie Tan Arbitre vidéo : Sophie Bockelmann |
| 7 octobre 2023 18h30 | Rapport (FIH) Rapport (Hangzhou 2022) |         |              | Arbitrage : Irene Presenqui Cookie Tan Arbitre vidéo : Sophie Bockelmann | Arbitrage : Irene Presenqui Cookie Tan Arbitre vidéo : Sophie Bockelmann |

## Classement final
| Rang                     | Groupe | Équipe       | J | V | N | P | BP | BC | Diff | Pts | Classement mondial FIH | Classement mondial FIH | Classement mondial FIH |
| Rang                     | Groupe | Équipe       | J | V | N | P | BP | BC | Diff | Pts | Avant                  | Après                  | +/-                    |
| ------------------------ | ------ | ------------ | - | - | - | - | -- | -- | ---- | --- | ---------------------- | ---------------------- | ---------------------- |
| Médaille d'or, Asie      | B      | Chine H      | 6 | 5 | 0 | 1 | 49 | 2  | +47  | 15  | 11                     | 10                     | +1                     |
| Médaille d'argent, Asie  | A      | Corée du Sud | 6 | 3 | 2 | 1 | 19 | 5  | +14  | 11  | 12                     | 12                     | 0                      |
| Médaille de bronze, Asie | A      | Inde         | 6 | 4 | 1 | 1 | 35 | 6  | +29  | 13  | 7                      | 7                      | 0                      |
| 4                        | B      | Japon T      | 6 | 4 | 1 | 1 | 34 | 4  | +30  | 13  | 10                     | 11                     | -1                     |
| 5                        | A      | Malaisie     | 5 | 3 | 0 | 2 | 18 | 13 | +5   | 9   | 19                     | 18                     | +1                     |
| 6                        | B      | Thaïlande    | 5 | 2 | 0 | 3 | 8  | 28 | -20  | 6   | 30                     | 29                     | +1                     |
| 7                        | A      | Singapour    | 5 | 2 | 0 | 3 | 4  | 25 | -21  | 6   | 34                     | 31                     | +3                     |
| 8                        | B      | Kazakhstan   | 5 | 1 | 0 | 4 | 2  | 26 | -24  | 3   | 35                     | 37                     | -2                     |
| 9                        | A      | Hong Kong    | 5 | 1 | 0 | 4 | 2  | 30 | -28  | 3   | 36                     | 35                     | +1                     |
| 10                       | B      | Indonésie    | 5 | 0 | 0 | 5 | 2  | 34 | -32  | 0   | 69                     | 75                     | -6                     |

|  | Nation qualifiée pour les Jeux olympiques 2024 et les Jeux asiatiques de 2026                   |
|  | Nation qualifiée pour le Tournoi de qualification olympique 2024 et les Jeux asiatiques de 2026 |
|  | Nation qualifiée pour les Jeux asiatiques de 2026                                               |